# マドリード＝バラハス空港ピープル・ムーバー
マドリード＝バラハス空港ピープル・ムーバー（英: Madrid Barajas Airport People Mover）は、スペインの首都マドリード市にあるアドルフォ・スアレス・マドリード＝バラハス空港のPeople moverシステムである。
当システムは、スペインの高速無人運転トランジットシステム、かつヨーロッパで最長の空港People moverシステムであり、マドリード＝バラハス空港の新ターミナル (T4) - 新サテライトターミナル (T4S) 間の旅客輸送を行っている。
2つのターミナル間が2キロメートル以上離れているため、当システムでは旅客向けの唯一の輸送手段として、自動列車制御装置技術であるCITYFLO 550を配備している。
当システムの土木建設工事、運営および管理を含む、完全なる地下シャトル・システムのために、ボンバルディアが唯一の請負業者となっている。